# Oszakai várkastély

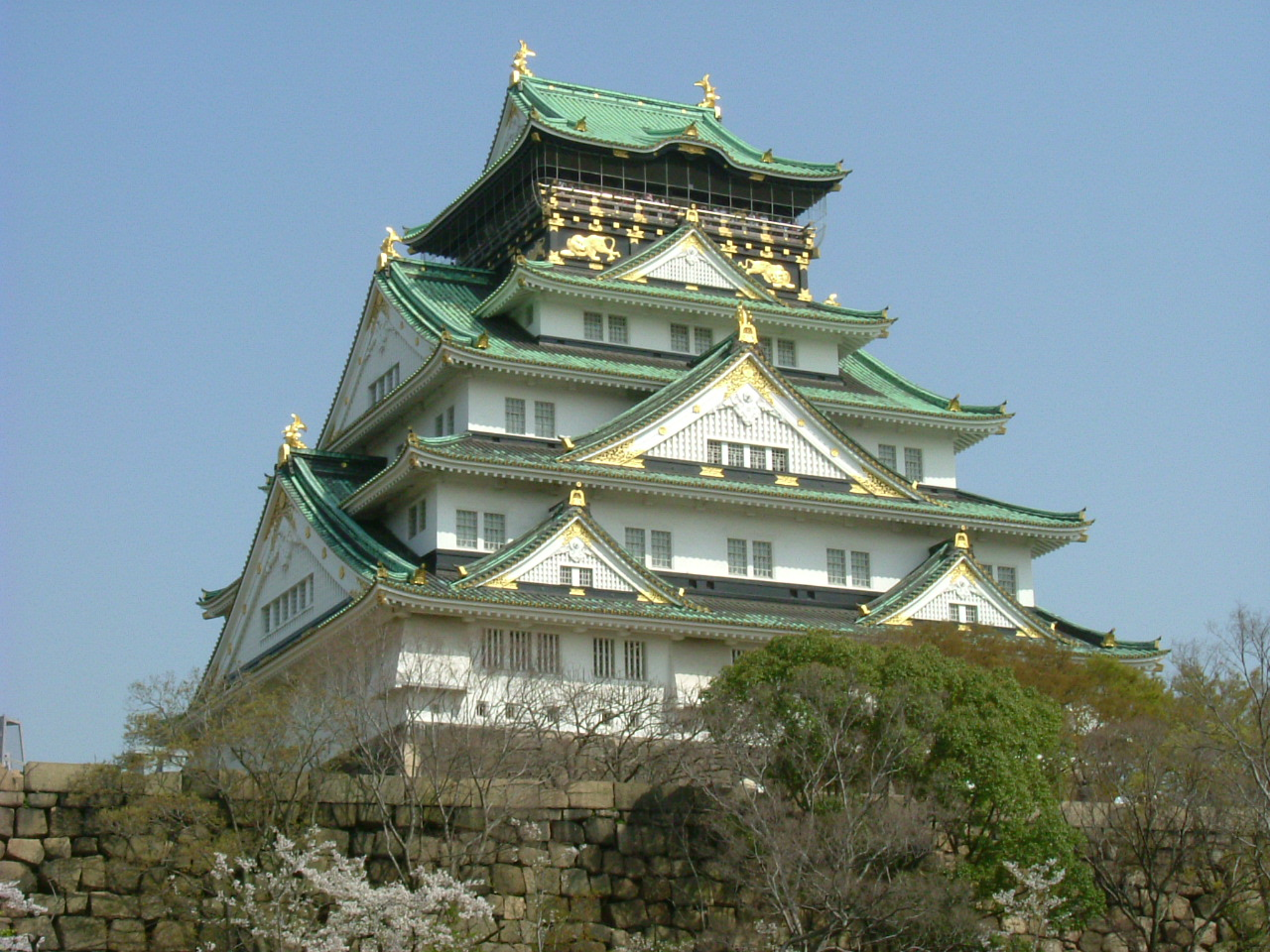
A központi épület

Az oszakai várkastély egy japán kastély Oszaka Csúó-ku városrészében. Az épület Japán egyik leghíresebbje a maga nemében, a történelem folyamán fontos szerepet játszott.
A várkastély mintegy 60 000 négyzetméteres területen fekszik, ahol összesen 13 épület található, többek között a Toyokuni szentély is.
A várkastély nyitva áll a közönség előtt, fesztiválok népszerű színhelye. Könnyen elérhető a közeli vasútállomásról.

## Története

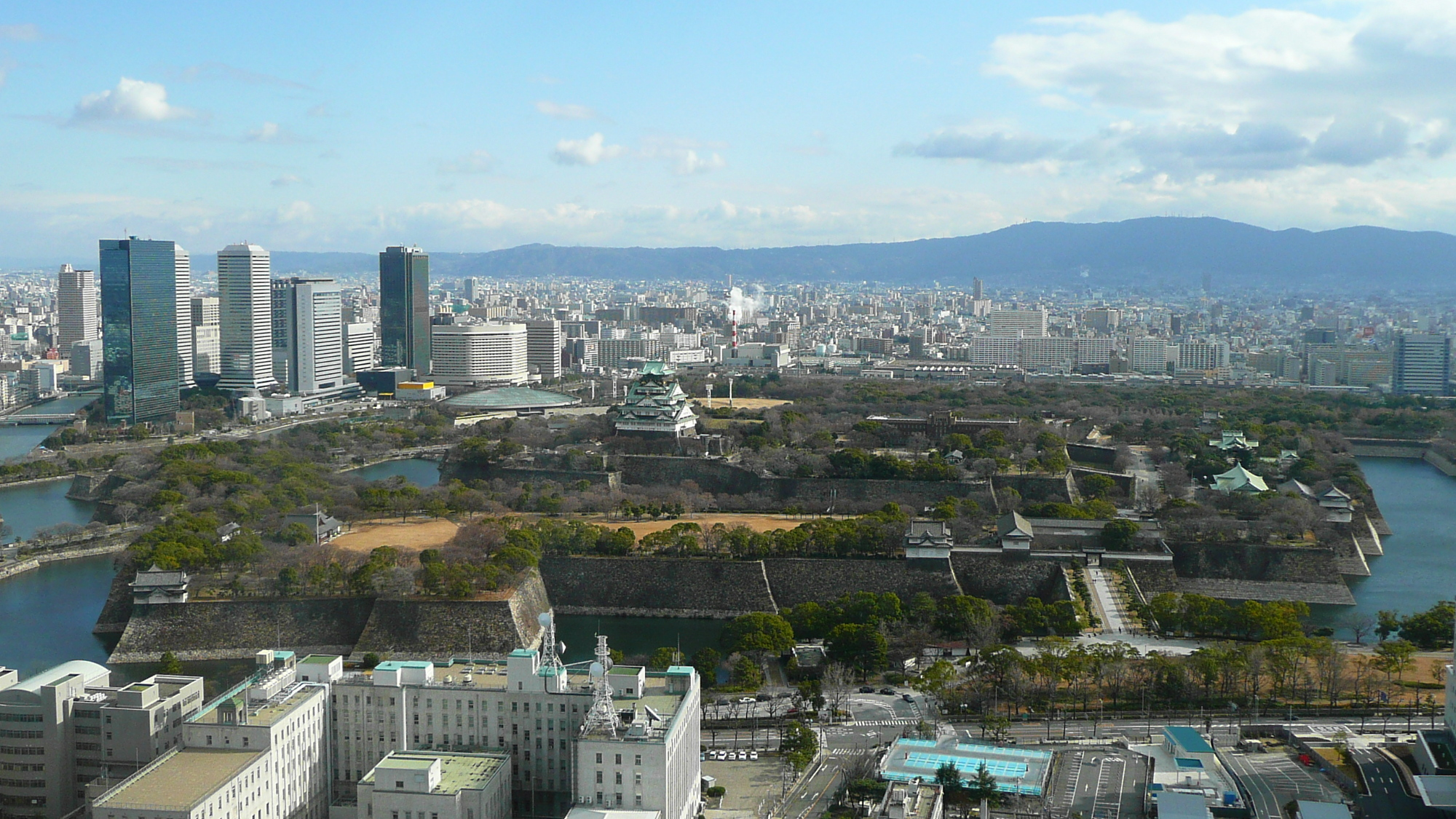
Az épületegyüttes madártávlatból.

1583-ban Tojotomi Hidejosi kezdte meg a várkastély építését védelmi feladatok ellátására. 1585-re el is készült a belső rész, de ekkor Tojotomi úgy döntött, hogy kibővítteti a várat, hogy az ellenségnek még nehezebb dolga legyen, ha be akarja venni az épületet. 1598-ra teljesen elkészült a komplexum, Tojotomi Hidejosi meghalt, így a vár a fiáé, Tojotomi Hidejorié lett.
1600-ban Tokugava Iejaszu megtámadta és le is győzte Hidejori seregeit, így helyébe lépett. 1614 telén Tokugava újabb támadást intézett Hidejori ellen, de nem tudtak bejutni a várba, így Tokugava parancsot adott katonáinak, hogy töltsék fel a várárkot, hogy így könnyebben bejuthassanak. 1615 nyarán Hidejori még egy utolsó kísérletet tett, hogy kiássa a várárkot, de Tokugava újból elküldte seregeit, és Hidejori katonáival együtt elesett. A várkastély a Tokugava családé lett, míg a Tojotomi család kihalt.
1620-ban a vár akkori birtokosa, Tokugava Hidetada sógun parancsot adott a várkastély újjáépítésére, kibővítésére. A belső kastélyt megmagasíttatta és új falakat húzatott fel. Az akkor emeltetett falak a mai napig állnak.
1665-ben egy hatalmas viharban villámcsapások miatt leégett a főépület.
1843-ban tíz évnyi hanyagolás után a sógun adományokat gyűjtött a környéken lakóktól, hogy az égetően szükséges felújításokat elvégeztethesse a várkastély tornyain.
1928-ban Oszaka vezetősége felújítást eszközölt a főépületen, majd 1945-ben a bombázások során jelentős kár keletkezett a felújított részeken. 1995-ben a városi vezetés újabb felújítás mellett döntött, melyet két év múlva be is fejeztek.

### Központi épület

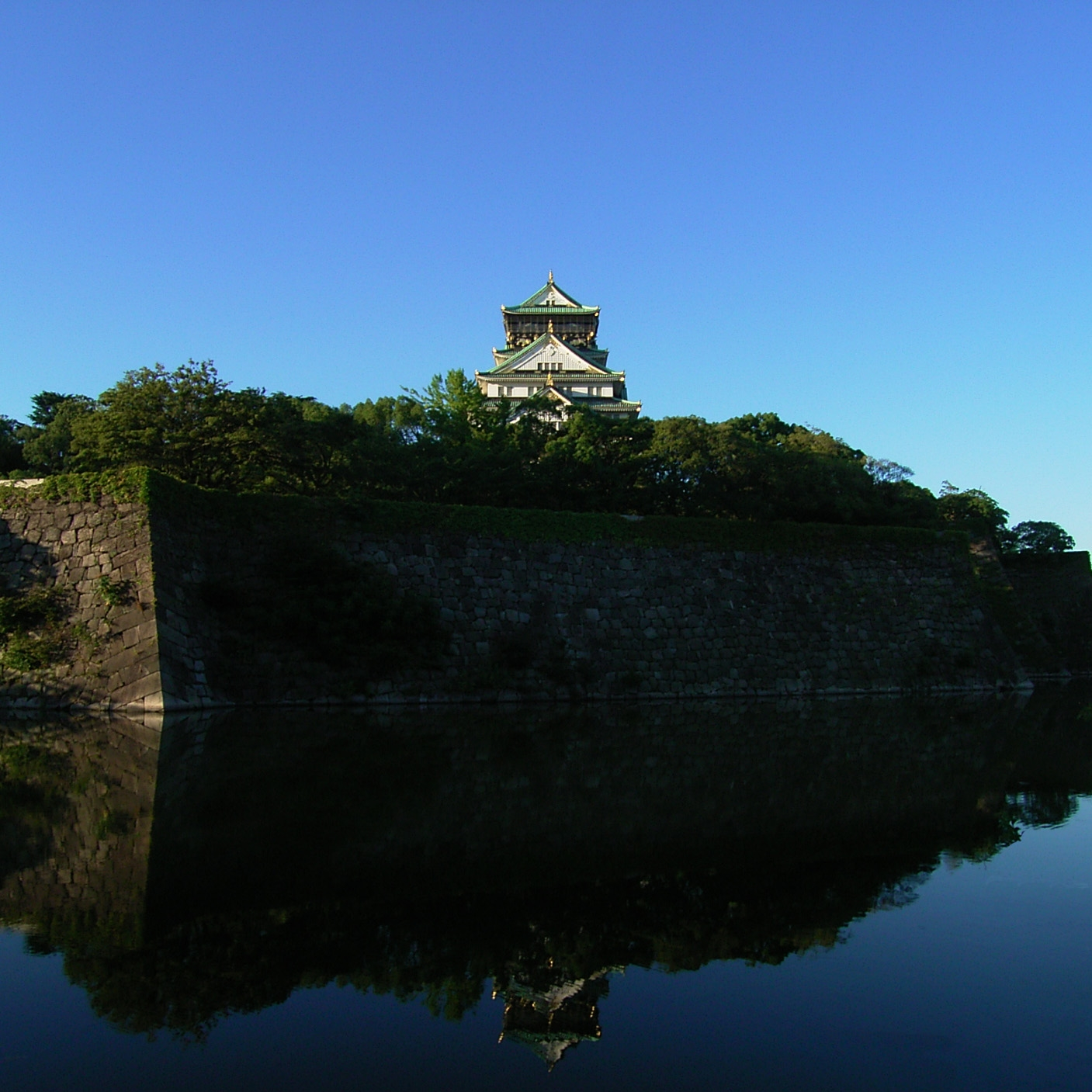
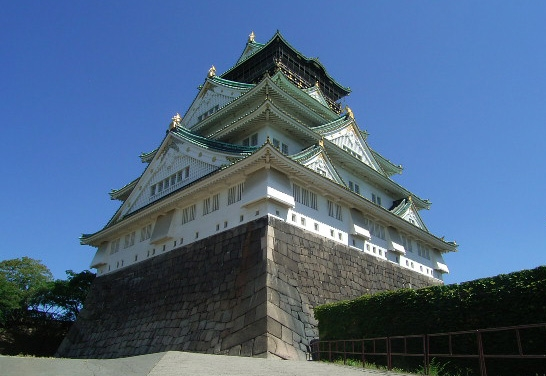
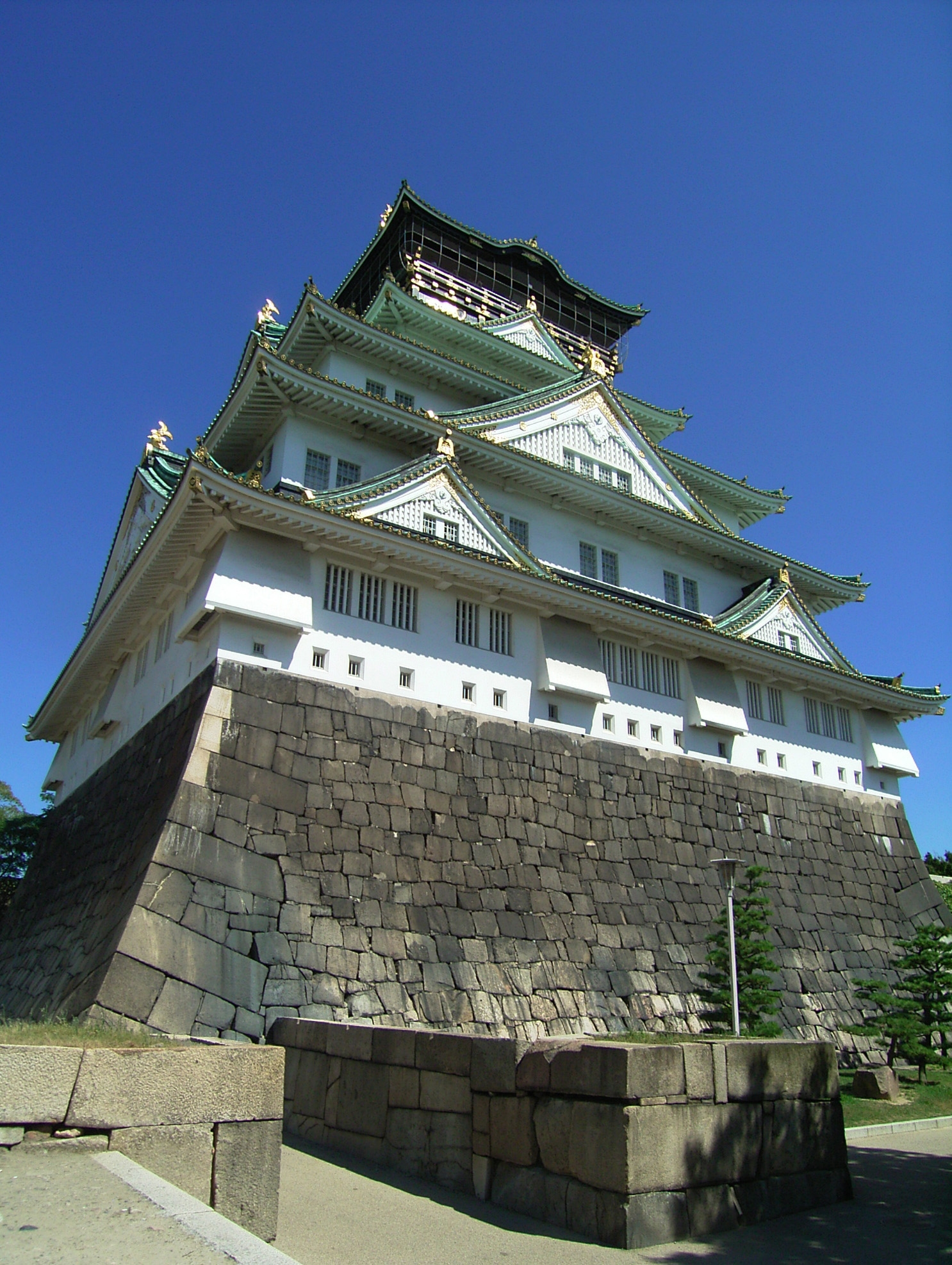
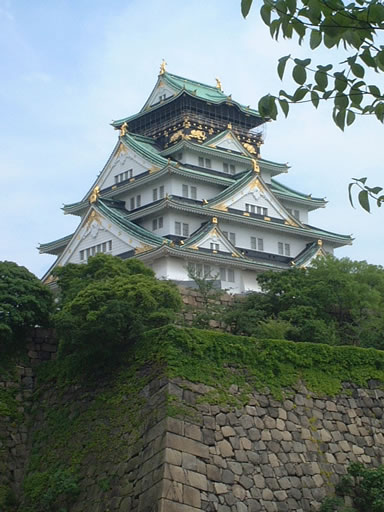